# Spectrum (Say My Name)
"Spectrum (Say My Name)" é uma canção da banda britânica Florence + The Machine, lançada em 28 de maio de 2012 como o quinto single do álbum Ceremonials (2011), pela Island Records. O vídeo musical foi lançado em 30 de maio de 2012 dirigido pelo famoso fotógrafo David LaChapelle. "Foi um sonho trabalhar com David LaChapelle. Quando eu era adolescente, colecionava seus livros. Comecei a imaginá-lo dirigindo o vídeo de Spectrum assim que ela terminou de ser escrita", disse Florence. "Ainda não consigo acreditar que realmente aconteceu e estou completamente radiante porque ele sentiu uma conexão com a canção". "É uma bela música que realmente me toucou e me inspirou a criar a imagem que corresponde ao seu poder", disse o artista americano David LaChapelle. "Spectrum está livre do ceticismo, da ironia e da frieza que se encontram em demasia na música popular. É o contrário - cheia de luz, positividade e alegria autêntica. Espero que eu faça justiça a este comovente clássico moderno".
Em seu vídeo, Florence Welch dá um novo sentido ao “cabelo em camadas”, repicado com as pontas em tamanhos diferentes, com sua peruca vermelho vibrante. O vídeo é bem interessante, Florence Welch aparece belíssima e com um corpo de bailarinas ao dançado ao seu redor. A cantora segue interpretando sua música enquanto um balé com dançarinos masculinos e femininos faz a coreografia em torno dela. Tudo isso em um cenário nada familiar ou sequer real.
A música também ganhou vários remixes sendo o oficial feito pelo DJ e produtor Calvin Harris, para sonorizar o lyric video lançado em 29 de maio de 2012. Spectrum integrará um EP digital que deve chegar ao mercado em 2 de julho e também incluirá o remix oficial feito por Calvin Harris.

## Paradas Musicais
Spectrum se tornou a primeira música de Florence + The Machine a alcançar o topo do chart oficial do Reino Unido, permanecendo três semanas no topo da mesma. Também conseguiu alcançar a posição mais alta na Irlanda. Conseguiu também o quarto lugar na Nova Zelândia e décimo quarto na Austrália.

## Gráficos e certificações

### Gráficos semanais
| Gráficos (2012)               | Melhor posição |
| ----------------------------- | -------------- |
| Portugal - (Billboard)        | 2              |
| Polónia - (Dance Top 50)      | 48             |
| Suíça - (Schweizer Hitparade) | 58             |